# Claudio Yafuso
Claudio Yafuso (* 21. ledna 1970 Buenos Aires) je bývalý argentinský zápasník – judista.

## Sportovní kariéra
V argentinské mužské reprezentaci se pohyboval na přelomu osmdesátých a devadesátých let dvacátého století v pololehké váze do 65 kg.
V roce 1988 startoval v 18 letech na olympijských hrách v Soulu, kde prohrál ve třetím kole na wazari-ippon s domácím I Kjong-kunem. V následných opravách obsadil konečné 7. místo.

## Výsledky
| Turnaj                  | 1988 |
| Turnaj                  | 18   |
| Turnaj                  | -65  |
| ----------------------- | ---- |
| Olympijské hry          | 7.   |
| Mistrovství světa       |      |
| Panamerické hry         |      |
| Panamerické mistrovství | 2.   |